# Aldo Prata Pizzala
Aldo Prata Pizzala (Gera Lario, 2 settembre 1917 – ...) è stato un calciatore italiano, di ruolo ala.

## Carriera
Cresciuto nel Cusano Milanino e nel Lecco, è poi passato alla Pro Vercelli, dove ha disputato due stagioni in Serie B. Ancora in B col Fanfulla nel 1941-1942, vi ritornò nel dopoguerra, dopo un'esperienza alla Salernitana in C.

## Palmarès

### Club

#### Competizioni nazionali
- Serie C: 1

Salernitana: 1942-1943